# Veronika Zikmundová
Veronika Zikmundová (* 17. listopadu 1968 Liberec) je česká mongolistka a spoluautorka monografie Mongolové: pravnuci Čingischána.

## Život
Její otec pracoval pro Světovou zdravotnickou organizaci v rámci očkovacích programů, a tudíž měl možnost cestovat. Její matka pracovala na mikrobiologické stanici v Liberci. Podle vlastních slov byla počata v Kongu, v dětství ji ovlivnila návštěva Indie a Jemenu.
Vystudovala Filozofickou fakultu Univerzity Karlovy, tehdy nově otevřený obor mongolistika. Díky možnosti žít mezi mluvčími tunguzsko-mandžuského jazyka šive se této řeči začala věnovat v rámci odborných aktivit, roku 2013 vydala knižně její částečný popis. Dále publikovala odborné statě o tomto jazyku. Přednášela veřejně o menšinách v Číně, o srovnání šamanských tradic Mongolů a Šive přednášela také v Londýně.
Také se aktivně účastnila na vzniku výzkumného záměru Etnografie komunikace, který dokumentuje hovorovou řeč národů střední Asie, porovnává šamanské texty či přístup různých etnických skupin k jejich vlastní historii.
Na Filozofické fakultě Univerzity Karlovy v Ústavu asijských studií (před rokem 2019 v Ústavu Jižní a Centrální Asie) vyučuje mongolštinu, mandžuštinu, šivejštinu, dějiny Mongolska. Je autorkou nebo spoluautorkou několika desítek odborných publikací, především z oblasti mongolistiky. V současné době působí jako zástupkyně ředitele Ústavu asijských studií.